# Jon Stewart
Jon Stewart (narozen jako Jonathan Stuart Leibowitz; 28. listopadu 1962) je americký komik, moderátor, politický satirik a spisovatel. Je známý díky satirickému zpravodajskému pořadu The Daily Show na kabelové televizní stanice Comedy Central.
Začínal jako stand-up komik. Ale brzo začal uvádět televizní show Short Attention Span Theater. Na MTV měl vlastní show (The Jon Stewart Show) a uváděl You Wrote It, You Watch It. V roce 1999 se stal tváří The Daily Show, kterou spoluprodukuje a podílí se na ni autorsky. Po jeho příchodu si pořad získal popularitu a v roce 2001 byl oceněn první cenou Emmy. Stewart je autorem několika knih, America (The Book): A Citizen's Guide to Democracy Inaction se stala v roce 2004 bestsellerem.
Je ženatý s Tracey McShane, se kterou má syna Nathana Thomase a dceru Maggie Rose. Své rodné jméno Leibowitz si nechal úředně změnit na Stewart v roce 2001.